# 폴 워버그
폴 모리츠 워버그(Paul Moritz Warburg, 1868년 8월 10일 ~ 1932년 1월 24일)는 독일 출신 미국의 은행가이자 미국 연방준비제도의 초기 옹호자였다.

## 어린 시절
본명은 파울 모리츠 바르부르크로 독일 함부르크에서 성공적인 유대인 은행업 가족에게 태어났다. 1886년 레알김나지움을 졸업한 후 그는 비지니스 실무의 기초들을 배우러 함부르크의 수출입업자 지몬 하우어의 고용에 들어갔다. 그는 비슷하게 1889년 ~ 90년 런던에서 새뮤얼 몬터규 앤드 컴퍼니와 1890년 ~ 91년 파리에서 에트랑제 상업 은행에서 일하였다.
1891년 워버그는 자신의 증조부에 의하여 1798년에 창립된 M. M. 바르부르크 운트 콤파니에 들어갔다. 그는 1891년 ~ 92년의 겨울 동안 세계 여행을 하는 데 거기서 업무를 중단하였다. 1895년 워버그는 가족 회사에서 파트너십으로 입문되었다.
그해 10월 1일 워버그는 뉴욕에서 도시의 투자회사 쿤, 로브 앤드 컴퍼니의 창립자 솔로먼 로브의 딸 니나 J. 로브에게 결혼하였다. 워버그 부부는 아들 제임스 폴 워버그와 딸 베티나 워버그 박사의 부모였다.

## 경력

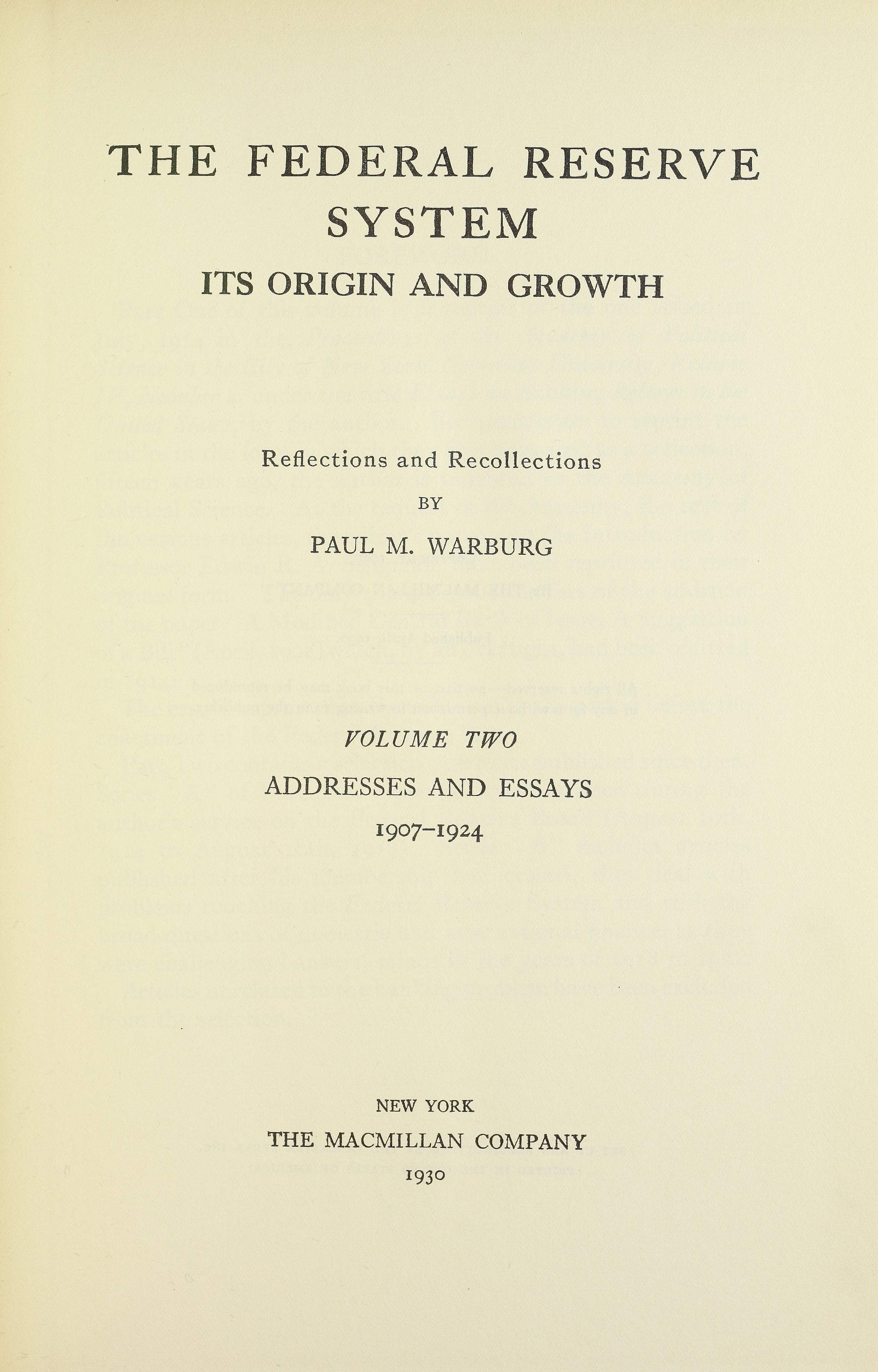
워버그에 의하여 쓰여진 연방준비제도 평론

독일의 금융에서 주요 요인이었어도 뉴욕으로 자주 비지니스 여행을 다닌 후, 워버그는 영향적인 부인의 처남 제이컵 쉬프가 상급 파트너였던 쿤, 로브 앤드 컴퍼니에서 파트너로서 거기에 정착하였다. 워버그는 함부르크에서 가족 회사에 파트너로 남아있었으나 1911년 미국 시민권을 얻었다. 그는 뉴욕에서 에마누-엘 시나고그의 일원이었다.
1910년 2월 워버그는 웰스 파고 앤드 컴퍼니의 국장으로 선출되었다. 그는 연방준비제도 이사회로 임명에 이어 1914년 9월 사임하였고, 제이컵 쉬프가 웰스 파고 위원회에 자신의 의석으로 선출되었다.
워버그는 미국에서 중앙은행의 설득력있는 옹호자가 되어 1907년 "우리 은행 제도의 결함과 요구"와 "중앙 은행 수정을 위한 계획"에 관한 팜플렛을 발간하였다. 1913년 그의 노력들은 연방준비제도의 창립과 함께 성공적이었다. 그는 우드로 윌슨 대통령에 의하여 연방준비제도 이사회의 초대 회원으로 선출되어 1918년까지 지냈다.
1919년 미국 수용 위원회를 창립하여 그 초대 의장이 되었다. 그는 1921년 뉴욕 국제 수용 은행을 결성하여 그 초대 의장이 되었다. 국제 수용 은행은 워버그가 결합된 조직의 의장이 되면서 1929년 맨해튼 은행에 의하여 획득되었다.
1921년 그는 대외 관계 이사회의 창립에 그 회장이 되어 자신의 사망까지 위원회에 남아있었다. 1921년부터 1926년까지 워버그는 연방준비제도 위원회의 자문 위원회의 회원이었으며 1924년 ~ 26년 자문 위원회의 회장을 지냈다. 그는 또한 1922년에 창립된 경제 연구소의 피신탁인이기도 하였고, 1927년 브루킹스 연구소로 합병되었을 때 후자의 피신탁인이 되어 자신의 사망까지 지냈다.
1929년 3월 8일 워버그는 그해 10월에 일어난 월스트리트 대폭락에 의하여 위협된 재난에 관한 경고를 하여 주목할 만하였다.
그는 독일계 미국인 문화 협력을 장려하여 1930년 카를 슈르츠 기념 재단을 창립하는 도움을 주었고 그해 5월부터 자신의 사망까지 그 출납계원을 지냈다. 그는 또한 자신의 가족에 의하여 창립된 함부르크 바르부르크 도서관으로 실질적인 공헌을 이루어 아메리칸 하우스로 알려진 그 집회장들 중 하나를 하이델베르크 대학교에 주었으며 베를린에서 정치학 학원으로 관대한 기부를 만들었다.

## 사망
1932년 1월 24일 워버그는 63세의 나이로 뉴욕의 저택에서 사망하여 뉴욕주 슬리피홀로에 있는 슬리피홀로 공동묘지에 안장되었다. 자신의 사망 당시 그는 맨해튼 컴퍼니의 의장과 맨해튼 은행 신탁 회사, 뉴욕 농업 대부금 신탁 회사, 보스턴, 볼티모어 앤드 오하이오 퍼스트 내셔널 은행, 유니언 퍼시픽 철도, 로스앤젤레스 앤드 솔트레이크 철도, 웨스턴 유니언 전신사, 아메리칸 I. G. 화학 회사, 아그파 앤스코 코퍼레이션과 암스테르담의 워버그 앤드 컴퍼니의 국장이었다.

## 유산
만화 《꼬마 고아 애니》 시리즈에서 등장 인물 "아빠" 올리버 워벅스는 폴 워버그의 일생과 시간들에 의하여 의도적으로 영감을 얻었다. 하버드 대학교에서 경제학 대학원에 폴 M. 워버그 의장석은 현재 로버트 J. 배로 교수에 의하여 보유된 타이틀로 워버그의 명예에 이름을 땄다.

## 가족
그의 아들 제임스 워버그 (1896 ~ 1969)는 프랭클린 D. 루스벨트의 대통령직의 첫 세월에 루스벨트에 재정적 조언자였고, 그의 회고록에 의하면 루스벨트의 아들 제임스가 펠릭스 워버그의 시골 사유지에 위치한 별장에 살았다고 한다.